# Seed7
Seed7 — язык программирования общего назначения.
Главной особенностью языка является его расширяемость. Синтаксис языка определён в одной из библиотек и может быть изменён пользователем.

## Особенности
Язык синтаксически подобен Паскалю и Аде. В дополнении к стандартному Паскалю и ранним версиям Ады включает механизмы объектно-ориентированного программирования а также механизмы расширения языка: мощный механизм шаблонов для определения новых синтаксических конструкций (который, подобно Camlp4 включает средства позволяющие задавать ассоциативность и приоритет операций) и нечто вроде стандартных функций, позволяющих задавать семантику таких конструкций. Такие функции, выполняемые на этапе компиляции, принимают в качестве параметров переменные, типы и выражения, включаемые в синтаксические конструкции, и выполняют с ними необходимые преобразования. Если определяемая таким образом грамматика допускает двусмысленное толкование, генерируется ошибка компиляции.

## История
Томас Мертес начал разрабатывать этот язык обучаясь в Венском техническом университете. Он стал в 1984 темой его дипломной работы, а затем, в 1986 — диссертации.

## Примеры
Hello World
```
$ include "seed7_05.s7i";
const proc: main is
func
begin
  writeln ("hello world");
end func;
```

Здесь определяется процедура (функция без параметров) main (играющая ту же роль, что и в языке Си).
Числа Фибоначчи
```
const func integer: fib (in integer: num1) is func
result
  var integer: fib is 1;
begin
  if num1 <> 1 and num1 <> then
    fib := fib(pred(num1)) + fib(num1 - 2);
  end if;
end func;
```

Ключевое слово in перед объявлением параметра функции означает что это параметр константный, он не может изменятся в ходе выполнения функции, для объявления изменяемых параметров сложит слово inout. После слова result объявляется переменная, значение которой будет возвращаться функцией. Для объявления локальных переменных служит слово local.

## Механизмы расширения
Расширения языка включают в себя два основных этапа: синтаксическое определение, которое задаёт шаблон для новой синтаксической формы и стандартная функция Seed7 для определения семантики.

### Определение синтаксиса
Для определения синтаксиса используется часть языка, называемая Seed7 Structured Syntax Description (S7SSD). Выражения S7SSD вида
```
$ syntax expr: .(). + .()  is -> 7;

```

определяет синтаксис операции +
Стрелочка вправо -> описывает ассоциативность: связывание операндов слева направо.
Число 7 задаёт приоритет операции +. Синтаксический шаблон: .(). + .() отделяется символами точки (.). Если их опустить, он будет выглядеть как () + () Символ () — нетерминальный, а + — терминальный. В S7SSD не делается различий между разными нетерминальными символами, вместо этого используется только один нетерминальный символ: ().

### Определение семантики
Определение оператора + для комплексных чисел это просто определение функции:
```
const func complex: (in complex: summand1) + (in complex: summand2) is func
result
  var complex: sum is complex.value;
begin
  sum.re := summand1.re + summand2.re;
  sum.im := summand1.im + summand2.im;
end func;

```

## Объектно-ориентированное программирование
В Seed7 используется модель объектно-ориентированного программирования, основанная не на классах и методах, но на интерфейсах и реализациях.

## Реализация
Доступен в виде исходных кодов под лицензиями GPL и LGPL или готовых сборок под Windows. В пакет входит интерпретатор (файл s7) и компилятор (s7c), генерирующий промежуточный код на языке Си.